# Усукан игловръх
Усуканият игловръх (Alyssum tortuosum) е вид растение от семейство Кръстоцветни (Brassicaceae).
Таксонът е описан за пръв път от Франц Йозеф Рупрехт през 1869 година.

## Подвидове
- Alyssum tortuosum subsp. cretaceum
- Alyssum tortuosum subsp. heterophyllum